# 会津高原尾瀬口駅
会津高原尾瀬口駅（あいづこうげんおぜぐちえき）は、福島県南会津郡南会津町滝原（たきのはら）字羽根子にある会津鉄道・野岩鉄道の駅。
会津鉄道会津線と野岩鉄道会津鬼怒川線の分界駅。会津鉄道会津田島駅までが電化区間のため、特急「リバティ会津」および区間快速は直通運転される。

## 歴史
- 1953年（昭和28年）11月8日 - 日本国有鉄道会津線の会津滝ノ原駅（あいづたきのはらえき）として開業[1]。
- 1966年（昭和41年）5月1日 - 野岩線起工式を当駅で挙行する。
- 1971年（昭和46年）8月29日 - 荷物および車扱貨物の扱い廃止[3]。営業要員の廃止にともない、旅客の取り扱いについては駅員無配置駅となる[4]。運転要員のみの配置とする。
- 1972年（昭和47年）11月1日 - 小口扱い貨物の取り扱いを廃止[1]。
- 1985年（昭和60年）11月 - 棒線化。当駅での運転取扱廃止。
- 1986年（昭和61年）10月9日 - 野岩鉄道会津鬼怒川線が当駅まで開業し、会津高原駅（あいづこうげんえき）に改称[2][5]。野岩鉄道の管轄駅となり出改札業務を再開。この時点では会津線が非電化のため直通運転は行われず、両路線とも当駅で折り返していた。
- 1987年（昭和62年）
  - 4月1日 - 国鉄分割民営化により、会津線は東日本旅客鉄道（JR東日本）の路線となり[1]、当駅もJR東日本の駅となる。
  - 7月16日 - JR会津線が第三セクターの会津鉄道に転換される[1]。
- 1990年（平成2年）10月12日 - 会津線の当駅 - 会津田島駅間が電化され、会津鬼怒川線との相互直通運転を開始[6][7]。
- 2003年（平成15年）3月19日 - 当駅の管轄を、野岩鉄道から会津鉄道に移管する。
- 2005年（平成17年）3月1日 - 東武・野岩・会津各社のダイヤ改正で、浅草駅 - 会津田島駅間で運行されていた東武鉄道急行列車「南会津」が廃止（東武線内運行の「ゆのさと」に変更）。代わって会津鉄道から1日2往復の「AIZUマウントエクスプレス」が東武鬼怒川線鬼怒川温泉駅までの乗り入れを開始[8][9]。
- 2006年（平成18年）3月18日 - 会津高原尾瀬口駅に改称[10]。
- 2022年（令和4年）3月12日 - 会津鉄道線内の普通列車の気動車化に伴い、会津鉄道と野岩鉄道の直通を特急「リバティ会津」と快速「AIZUマウントエクスプレス」のみに縮小[11]。
- 2025年（令和7年）3月15日 - 野岩鉄道の一部列車が区間快速に格上げされ、会津田島駅まで直通するようになる[12]。

## 駅構造
島式ホーム1面2線を有する地上駅。
会津鉄道の管轄駅であるが、前述のように会津鬼怒川線の開通当初は野岩鉄道の管轄であったため、野岩鉄道仕様の案内サインも混在している。駅舎は線路の西側に立地し、ホームとは新藤原方の構内踏切で連絡している。

### のりば
| 番線 | 路線                  | 行先                                         |
| ---- | --------------------- | -------------------------------------------- |
| 1・2 | ■会津鉄道会津線       | 会津田島・西若松・会津若松方面               |
| 1・2 | ■野岩鉄道会津鬼怒川線 | 新藤原・鬼怒川温泉・下今市・新栃木・浅草方面 |

行違い時などの一部の例外を除き、会津田島方面からの列車が1番線、新藤原方面からの列車が2番線に入線する。
駅舎窓口では、会津鉄道及び野岩鉄道の乗車券（東武鉄道への連絡乗車券を含む）と東武鉄道の特急券を発売している。
駅舎内にはICチップ音源の接近表示器が設置されており、列車接近時には曲が鳴る（会津田島方面はアニーローリー・新藤原方面はローレライ）。
駅構内の新藤原側に、既に本線とは接続されていない転車台の遺構がある。

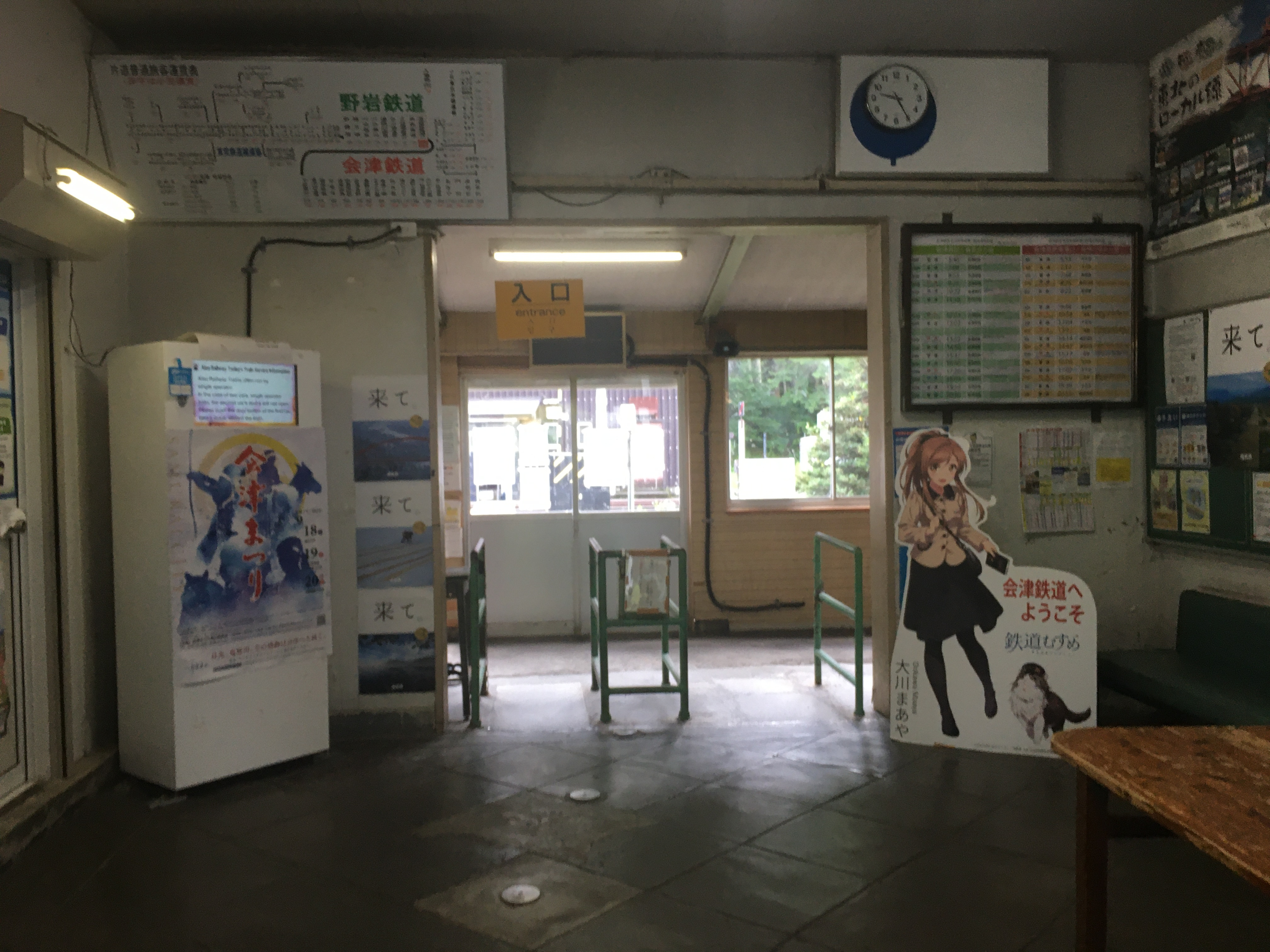
改札口（2021年8月）
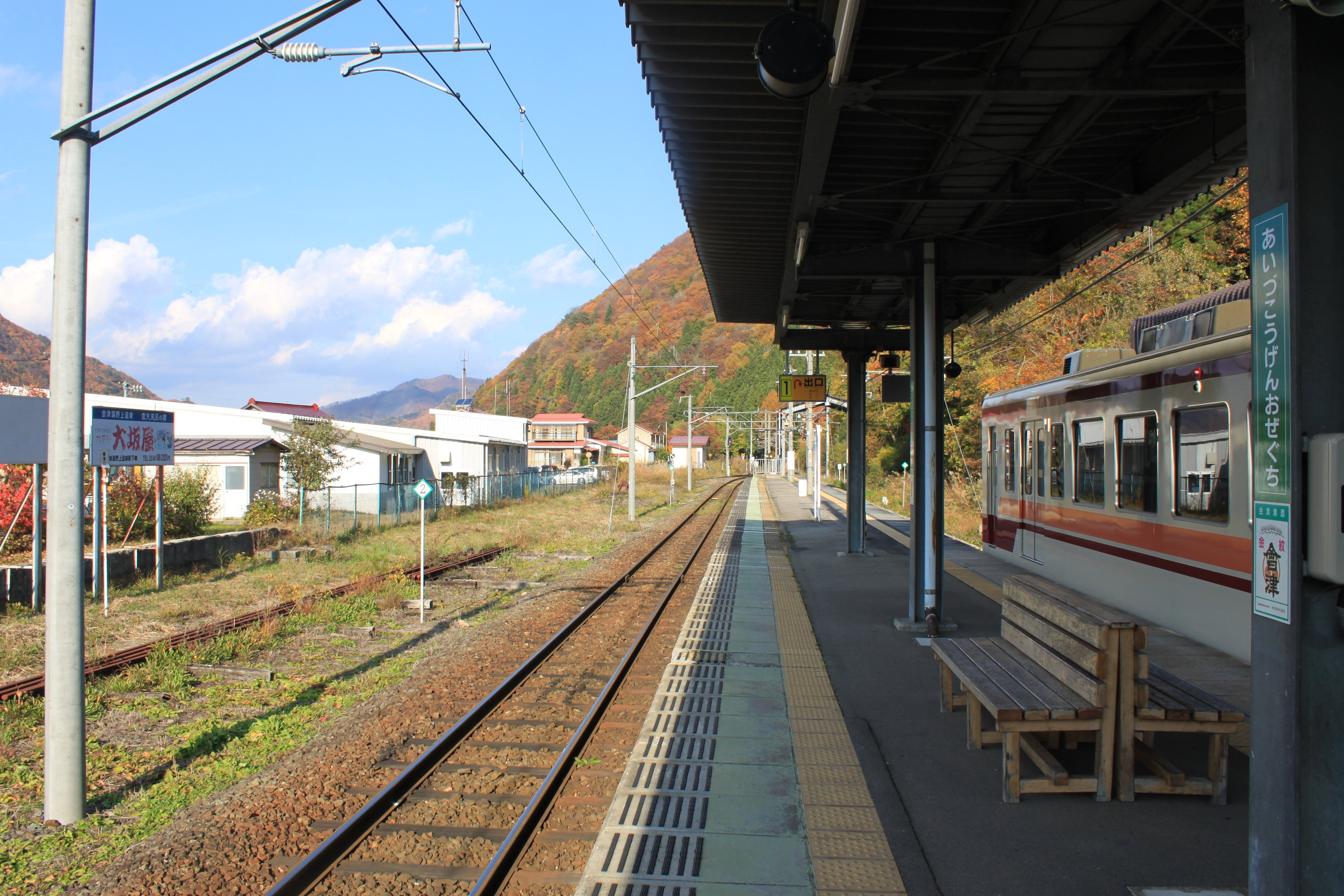
ホーム（2011年11月）
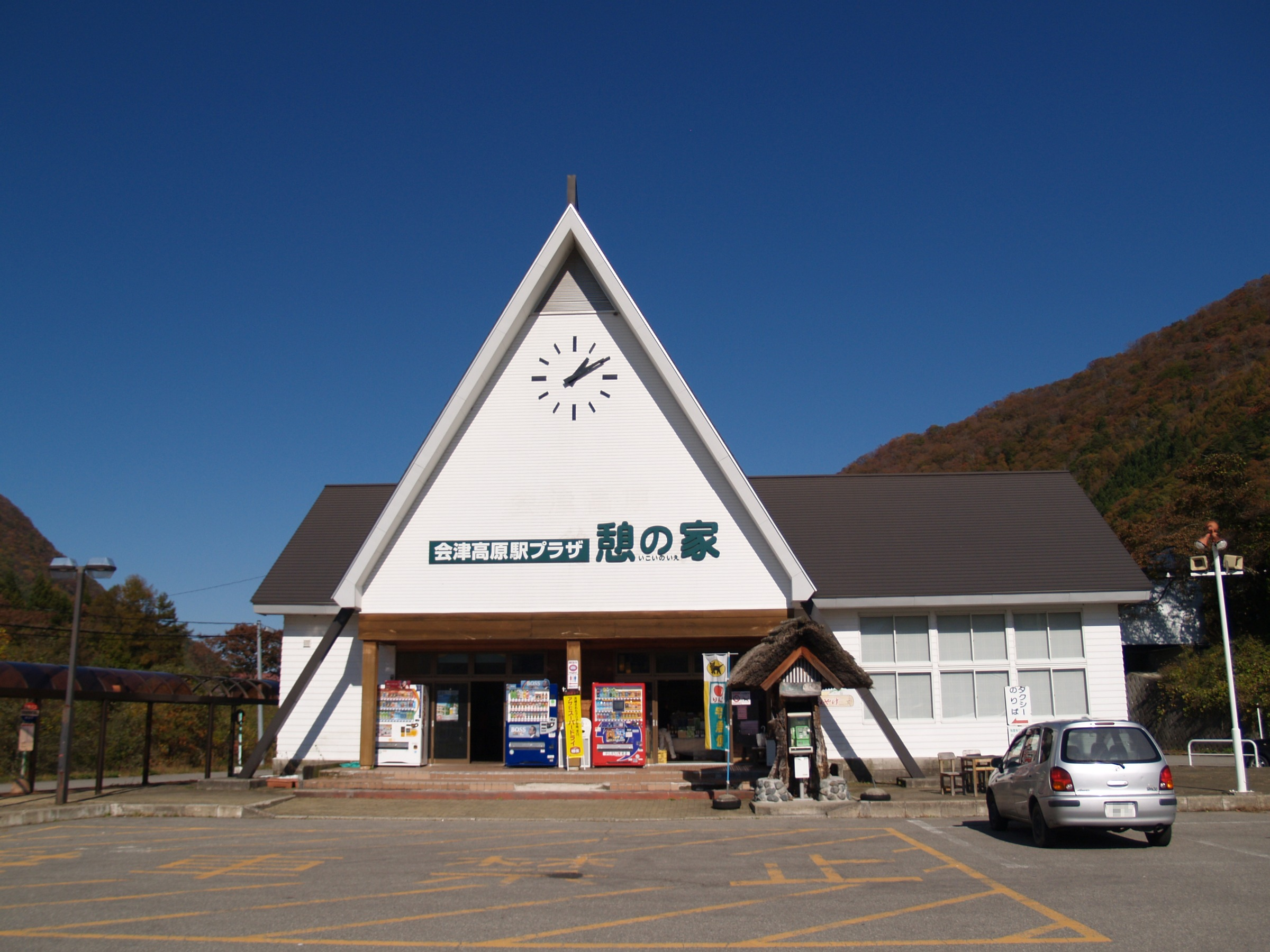
駅に併設されている「会津高原駅プラザ憩の家」（2011年10月）
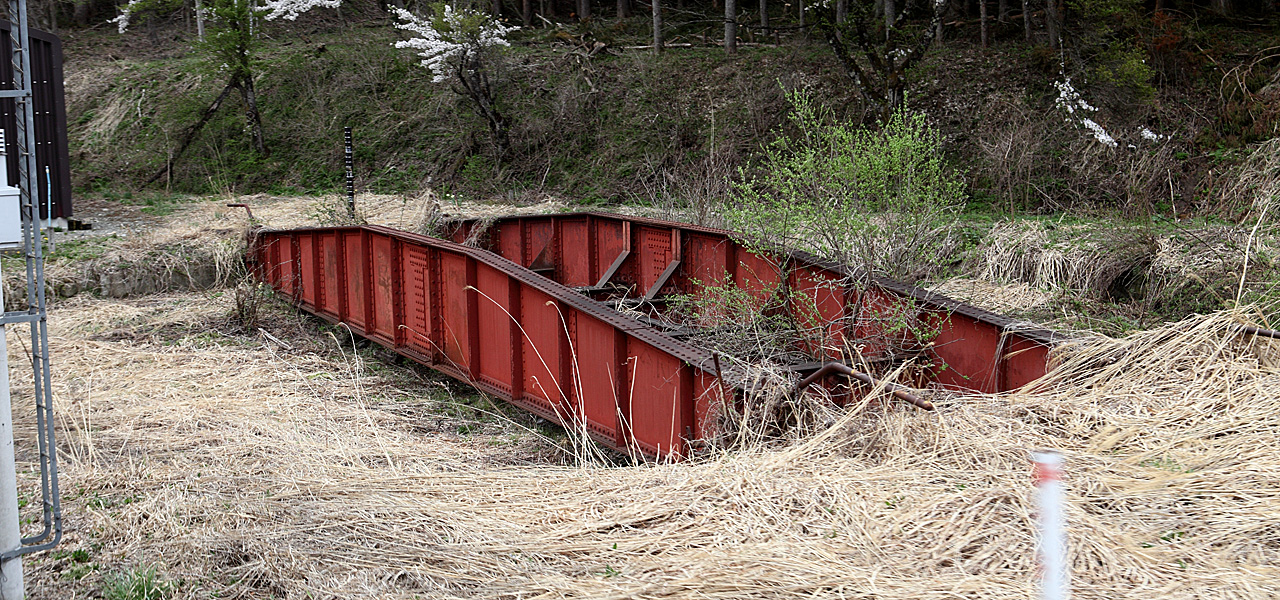
転車台の遺構（2010年5月）

## 利用状況
- 会津鉄道 - 2015年度の1日平均乗車人員は36人であった[14]。
- 野岩鉄道 - 2015年度の1日平均乗車人員は224人であった[14]。

| 乗車人員推移 | 乗車人員推移 | 乗車人員推移 |
| 年度         | 会津鉄道     | 野岩鉄道     |
| ------------ | ------------ | ------------ |
| 1996         |              | 540          |
| 1997         |              | 477          |
| 1998         |              | 433          |
| 1999         |              | 422          |
| 2000         | 74           | 386          |
| 2001         | 66           | 375          |
| 2002         | 55           | 373          |
| 2003         | 52           | 348          |
| 2004         | 41           | 323          |
| 2005         | 41           | 334          |
| 2006         | 38           | 310          |
| 2007         | 38           | 314          |
| 2008         | 30           | 304          |
| 2009         | 27           | 271          |
| 2010         | 33           | 263          |
| 2011         | 33           | 216          |
| 2012         | 36           | 266          |
| 2013         | 33           | 263          |
| 2014         | 49           | 247          |
| 2015         | 36           | 224          |

## 駅周辺
当駅は会津高原たかつえスキー場への玄関口となっている。
- 会津高原駅プラザ 憩の家（観光物産館）
- 滝原簡易郵便局
- 荒海川
- 国道352号

### バス路線
- 会津乗合自動車（会津バス）
  - 会津高原尾瀬口駅 - 舘岩番屋 - 井桁 - たかつえスキー場

スキーシーズンの土日のみの限定運行
かつては当駅から檜枝岐村・尾瀬（沼山峠）方面へ至る路線が発着していたが、2024年10月1日より路線再編に伴い会津田島駅発着に変更され、当駅から内川地区までの区間は、上記の臨時便を除き予約制乗合タクシー「んだべぇタクシー（舘岩地区）」に代替されている。

## 隣の駅
- ■特急「リバティ会津」停車駅

会津鉄道
■会津線
□快速（愛称なしの会津若松行き列車）
会津田島駅 ← 会津高原尾瀬口駅
□快速「AIZUマウントエクスプレス」
会津田島駅 - （1号は七ヶ岳登山口駅） - 会津高原尾瀬口駅 - （野岩鉄道会津鬼怒川線）
■区間快速
会津田島駅 - 会津高原尾瀬口駅 - （野岩鉄道会津鬼怒川線）
■普通
七ヶ岳登山口駅 - 会津高原尾瀬口駅

野岩鉄道
■会津鬼怒川線
□快速「AIZUマウントエクスプレス」
上三依塩原温泉口駅 - 会津高原尾瀬口駅 - （会津鉄道会津線）
■区間快速（野岩鉄道線内は各駅に停車）
男鹿高原駅 - 会津高原尾瀬口駅 - （会津鉄道会津線）
■普通
男鹿高原駅 - 会津高原尾瀬口駅